# Dragana Marinković
Dragana Marinković (Pola, 19 ottobre 1982) è una pallavolista croata naturalizzata serba.
Gioca nel ruolo di centrale e opposto nel KGC Ginseng.

## Carriera

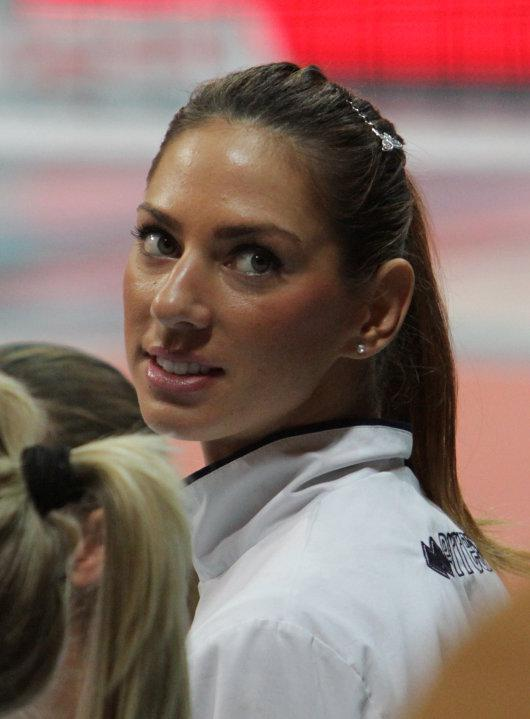
Primo piano di Dragana Marinković

Dragana Marinković comincia la carriera pallavolistica nella squadra della sua città, l'OK Pola, esordendo nel massimo campionato croato nel 1996. Con il club istriano resta legata per cinque stagione, vincendo uno scudetto nel 2000.
Nella stagione 2001-02 viene ingaggiata dal Volley Bergamo, squadra italiana di serie A1, ottenendo nella stessa stagione un successo in campionato. Dopo un'altra annata nel club orobico, in quella successiva si trasferisce alla Nuova San Giorgio Pallavolo Sassuolo, retrocendendo in serie A2.
La stagione 2004-05 è a Perugia ed è una delle più fortunate dal punto di vista di successi: ottiene infatti la vittoria del campionato e della Coppa CEV. Dal 2005 al 2007 partecipa al campionato di serie A2, prima con la Pallavolo Collecchio, con la quale retrocede in serie B1 dopo l'ultimo posto in campionato e poi nel River Volley Piacenza, chiudendo in penultima posizione.
Dopo un'eseperienza nel campionato rumeno con il Clubul Sportiv Universitar Metal Galați, dove vince uno scudetto, rientra nella stagione 2008-09 in Italia, nel Life Volley Milano, sempre in serie cadetta: in questo periodo ottiene il cambio di cittadinanza da quella croata a serba.
Nella stagione 2009-10 viene ingaggiata dalla squadra campione d'Italia del Robursport Volley Pesaro, dove nonostante parta come riserva, viene spesso utilizzata nel corso delle partite: vince nuovamente il campionato italiano e una supercoppa.
Nella stagione 2010-11 passa allo Spes Volley Conegliano, mentre per la stagione 2011-12 viene ingaggiata dalla Universal Volley Femminile Modena; a metà campionato però viene ceduta alla squadra turca dell'Eczacıbaşı Spor Kulübü, vincendo campionato e Coppa di Turchia. La stagione successiva passa al KGC Ginseng nella V-League sudcoreana.

## Palmarès

### Club
- Campionato croato: 1

1999-00
- Campionato italiano: 3

2001-02, 2004-05, 2009-10
- Campionato rumeno: 1

2007-08
- Campionato turco: 1

2011-12
- Coppa Italia: 1

2004-05
- Coppa di Turchia: 1

2011-12
- Supercoppa italiana: 1

2009
- Coppa CEV: 1

2004-05